# Félix Dja Ettien
Felix Dja Ettien  est un footballeur né le 26 septembre 1979 à Abidjan. Il mesure 1,84 m pour 80 kg et possède aussi la nationalité espagnole.

## Biographie
Ettien grandit dans un orphelinat d'Abidjan, ce qui le rend très sensible à la cause des enfants orphelins.
Il est repéré par les recruteurs de Levante lors de la Coupe du monde des moins de 20 ans en 1997. Son talent et la présence de son compatriote Idrissa Keita favorisent son intégration au sein du club de Valence. Alors qu'il réalise son rêve en jouant en Europe, il est abusé par l'agent italien qui l'a fait venir en Espagne en disparaissant avec les primes des deux joueurs ivoiriens. Il souffre aussi de préjugés racistes. 
Ettien joue 11 saisons à Levante UD, connaissant une montée en Segunda en 1999 (3e de Segunda-B), un titre de champion de Segunda en 2004 et une montée en Liga en 2006 (3e de Segunda).
Lors de la saison 2007-08, les problèmes internes et financiers minent le club et il ne peut empêcher une nouvelle descente du club en Segunda. En août 2008, il est libéré de son contrat à Levante après 292 matchs de championnat et 21 buts marqués pour le club. 

## Carrière

### En club
- 1997 : USC Bassam  Côte d'Ivoire
- 1997-2008 : Levante UD  Espagne

### Internationale
- 1997 : Côte d'Ivoire des moins de 20 ans
- 2001-... :  Côte d'Ivoire 25 sélections